# 中央法規標準法
《中央法規標準法》是中華民國的一部重要法律，用於規範中央機關制定法規的程序及標準，以確保法規的品質、一致性，且維護法治。其目的在於透過建立一套嚴謹的法規制定機制，提升行政效率，保障人民權益。

## 立法過程
自《中華民國憲法》正式頒布實行後，為未來法律制定具有規則且一致，《中央法規標準法》於1970年3月24日，由經過一次增額補選的第一屆立法院進行一讀，5月4日，同時展開了對於該法條的廣泛討論、逐條討論、二讀及三讀，最終於5月19日交由時任總統蔣中正簽署總統令公布實行。
該法公布於1970年5月19日，最新修正於2004年5月19日。

## 條文內容
《中央法規標準法》條文中，法條有6個章節總共26條
。

## 法理探討

### 公布、施行及發生效力
當法條自立法院三讀通過，需交付給總統簽署施行，其新法規施行後是否立即發生效力，取決於立法者是否「有特別指定施行的年月日」，若有則以法定時間開始產生效力，反之則為總統簽署公布後三天（包含簽署當天）發生效力。

### 法律
法律由立法院三讀制定，並交由總統公佈，其中細分為四種，有全國性的「法」、軍事方面的「律」、針對特殊方面及目的的「條例」及針對一般狀況但具有共通性的「通則」，且這四項皆不可以牴觸憲法。

### 法規命令
指在不違反法律之情況下，法律所授權政府機關訂定的相關規程、規則、細則、辦法、綱要、標準或準則，主要是為了方便行政機關做出因地制宜的決策和政策。

## 外部連結
- 中央法規標準法（页面存档备份，存于）（全國法規資料庫）
- 维基文库中的相關文獻：中央法規標準法